# 1908년 하계 올림픽 벨기에 선수단
1908년 하계 올림픽 벨기에 선수단은 영국 런던에서 개최된 1908년 하계 올림픽에 참가한 올림픽 벨기에 선수단이다. 11개 종목과 33개 세부 종목에서 선수 70명이 참가하였다.

## 선수 집계
| 종목   | 남자 | 여자 | 합계 |
| ------ | ---- | ---- | ---- |
| 다이빙 | 1    |      | 1    |
| 레슬링 | 4    |      | 4    |
| 사격   | 10   |      | 10   |
| 합계   | 70   | 0    | 70   |

## 메달 집계

### 종목별 메달 집계
| 종목 |   |   |   | 합계 |
| 합계 | 1 | 1 | 3 | 5    |

### 메달리스트
| 메달 | 선수 | 종목 | 세부 종목 | 날짜 |
| ---- | ---- | ---- | --------- | ---- |

## 다이빙
| 선수            | 세부 종목  | 예선 | 예선 | 준결선    | 준결선    | 결선      | 결선      |
| 선수            | 세부 종목  | 점수 | 순위 | 점수      | 순위      | 점수      | 순위      |
| 점수            | 순위       | 점수 | 순위 | 점수      | 순위      |           |           |
| 요세프 휘케티크 | 10m 플랫폼 | DNF  | -    | 진출 실패 | 진출 실패 | 진출 실패 | 진출 실패 |

## 레슬링
| 선수          | 세부 종목                 | 32강전 (상대 /결과) | 16강전 (상대 /결과) | 8강전 (상대 /결과) | 준결승 (상대 /결과) | 3-4위전 (상대 /결과) | 결승 (상대 /결과) | 순위      |           |           |           |           |           |    |
| 뤼시엥 앙셍   | 그레코로만형 라이트급     | 아르보 린덴         | 패                  | 진출 실패          | 진출 실패           | 진출 실패            | 진출 실패         | 진출 실패 | 진출 실패 | 진출 실패 | 진출 실패 | 진출 실패 | 진출 실패 | 17 |
| 마르셀 뒤부아 | 그레코로만형 라이트헤비급 | 해럴드 포스킷       | 승                  | 찰스 브라운        | 승                  | 위리외 사렐라        | 패                | 진출 실패 | 진출 실패 | 진출 실패 | 진출 실패 | 진출 실패 | 진출 실패 | 5  |
| 오귀스트 메센 | 그레코로만형 라이트헤비급 | 부전승              | 부전승              | 아서 밴브루크      | 패                  | 진출 실패            | 진출 실패         | 진출 실패 | 진출 실패 | 진출 실패 | 진출 실패 | 진출 실패 | 진출 실패 | 9  |
| 페르낭 스텡   | 그레코로만형 라이트급     | 카를 카를센         | 패                  | 진출 실패          | 진출 실패           | 진출 실패            | 진출 실패         | 진출 실패 | 진출 실패 | 진출 실패 | 진출 실패 | 진출 실패 | 진출 실패 | 17 |

## 사격
| 선수                                                                                               | 세부 종목             | 점수 | 순위 |
| 에르네스트 이스타                                                                                  | 300m 자유 소총 3자세  | 701  | 35   |
| 페르난드 레이                                                                                      | 300m 자유 소총 3자세  | 698  | 36   |
| 샤를 파오미에 뒤 베르주 앙리 사오뵈 에두아르 포티 에르네스트 이스타 요세프 겐스 파울 반 아스브로크 | 300m 자유 소총 단체전 | 4509 | 5    |

## 참고 자료
- (영어) “Belgium at the 1908 London Summer Games”. sports-reference.com. 2012년 12월 8일에 원본 문서에서 보존된 문서. 2011년 5월 30일에 확인함.